# James Lind
James Lind (4 d'octubre de 1716, Edimburg, Escòcia - 13 de juliol de 1794, Gosport, Anglaterra), fou un metge escocès que va pertànyer a la Marina Reial Britànica. És conegut per haver descobert la cura de l'escorbut.

Lind va estudiar medecina al Royal College of Surgeons of Edinburgh, i s'uní a la marina el 1739 com a metge. Va servir a la Mediterrània, a la costa oest d'Àfrica i a les Índies Occidentals. El 1748 es retirà de la marina i escrigué la seva tesi sobre les morts per malalties venèries. Més endavant va exercir com a metge a Edimburg. Lind publicà el 1753 la seva famosa obra Tractat sobre la naturalesa, les causes i la cura de l'escorbut.

Lind estigué a bord del navili Salisbury entre el 1746 i el 1747. Durant aquests viatges, que duraren entre deu i onze setmanes, pogué observar com l'escorbut es desenvolupava entre els mariners. Lind observà com de 350 mariners només 80 en van sobreviure: l'escorbut no era l'únic problema que Lind va observar que hi havia entre els mariners, d'altres malalties també feren posar en alerta el metge.
Tingué l'ocasió d'observar diversos malalts d'escorbut a bord del Salisbury el maig de 1747. Donà a cadascun un tractament diferent, amb diferents dietes: vinagre, nou moscada, aigua de mar, etc. A dos dels malalts els subministrava taronges i llimones, i fou aleshores quan s'adonà que la gent que consumia cítrics es curava ràpidament de l'escorbut. A més a més, observà que la gent que seguia una dieta escassa en fruites i verdures era qui més patia aquesta malaltia.
Lind va convèncer el capità Cook que havia d'alimentar la seva tripulació amb fruites fresques, sobretot amb cítrics, rics en vitamina C. Fins a 1789 fou quan es donà crèdit a les investigacions de Lind i l'armada britànica començà a prendre mesures contra aquesta malaltia ja força estesa.
Pels volts de 1795 a les armades es comptava ja amb fruita fresca, sobretot cítrics. Lind també aconseguí millorar les condicions higièniques dels vaixells: roba neta per als mariners, fumigacions i neteja general del vaixell.